# Sonate d'église no 1 de Mozart
Pour les articles homonymes, voir K67.
La Sonate d'église no 1 en mi bémol majeur, K. 67/41h est une sonate d'église en un seul mouvement composée par Wolfgang Amadeus Mozart à Salzbourg.
Alfred Einstein date cette œuvre de 1767, mais des recherches plus récentes, particulièrement celles de Hans Dennerlein, concluent qu'il est très improbable qu'elle ait été composée avant le 9 août 1772, quand Mozart a été nommé Domkonzertmeister par le Prince-archevêque de Salzbourg, Hieronymus von Colloredo.

## Caractéristiques
L'œuvre est écrite à 
, avec comme indication de tempo, Andantino. C'est la seule des dix-sept sonates d'église de Mozart qui doit être jouée dans un tempo lent. Elle comporte quarante-quatre mesures et, comme les autres sonates d'église de Mozart, elle est écrite pour deux violons, un orgue, et des basses (violoncelle, contrebasse, basson).